# Glendotricha olgae
Glendotricha olgae är en fjärilsart som beskrevs av Kuznetzov 1941. Glendotricha olgae ingår i släktet Glendotricha och familjen mott. Inga underarter finns listade i Catalogue of Life.